# Blood Bowl
Blood Bowl är ett fantasy-figurspel för två spelare som spelas på en spelplan. Reglerna påminner om amerikansk fotboll och de tävlande är sagofigurer som alver, dvärgar, orcher och troll. Spelet är utvecklat av Jervis Johnson för det brittiska spelföretaget Games Workshop och tillhör företagets mer humoristiska spel. 